# Linda McMahon
Linda Marie Edwards, coniugata McMahon (New Bern, 4 ottobre 1948), è un'imprenditrice e politica statunitense, Segretaria dell'Istruzione degli Stati Uniti d'America nella seconda amministrazione Trump dal 3 marzo 2025 ed in precedenza direttrice dell'Agenzia per le piccole imprese nella prima amministrazione Trump dal 2017 al 2019. McMahon è membro del Partito Repubblicano ed è stata la candidata del GOP al Senato per lo stato del Connecticut nelle elezioni del 2010 e del 2012, in entrambe delle quali è stata sconfitta.
Tra il 1980 e il 2010 è stata amministratrice delegata della World Wrestling Entertainment, una federazione di wrestling di proprietà di suo marito Vince McMahon.

## Biografia
Discendente da una famiglia origini irlandesi proveniente dalla Contea di Galway, è nata nella Carolina del Nord, figlia unica di Evelyn ed Henry Edwards, entrambi impiegati presso la base della Marina statunitense Cherry Point. Di famiglia conservatrice di religione battista, è cresciuta come "un maschiaccio", giocando a pallacanestro e baseball, e si è convertita negli anni al cattolicesimo romano.
All'età di 13 anni conobbe Vincent McMahon, allora sedicenne, la cui madre, che lavorava nello stesso edificio di sua madre, divenne buona amica della famiglia Edwards.. Il 26 agosto 1966, all'età di 17 anni, sposa Vince McMahon, che nel frattempo era diventato studente di economia aziendale presso la East Carolina University. Seguendo il neo-marito, si iscrive anche lei alla East Carolina University nel 1966, ottenendo una laurea in francese e il certificato per l'insegnamento. Fra il 1968 e il 1971 Vince lavora come venditore di coppette e coni per gelato prima di entrare nella società del padre, la World Wide Wrestling Federation.
Nel 1970 la coppia ha il loro primo figlio, Shane, seguito nel 1976 dalla nascita di Stephanie. 
Nel 1969 i coniugi McMahon si trasferirono a Gaithersburg, nel Maryland, dove lei lavora come receptionist presso lo studio legale aziendale Covington & Burling, traducendo documenti in francese e specializzandosi sui diritti della proprietà intellettuale. Per un certo periodo hanno avuto problemi economici, al punto di dover usfruire di buoni alimentari fin quando il marito non riuscì a trovare lavoro in una cava.

## Carriera
Nel 1979 il marito Vince McMahon decide di fondare una sua società di wrestling. In seguito all'acquiso dello stadio Cape Cod Coliseum nel Massachusetts, nel 1980 fonds insieme alla moglie la societs Titan Sports, Inc. I coniugi McMahon organizzavano piccoli incontri di hockey e altri eventi sportivi, oltre ad allestire incontri di wrestling al Cape Cod Coliseum. Per un periodo Linda, che in seguito diventerà presidente e amministratrice delegata della società, confezionava anche panini con polpette per sfamare i fan durante gli eventi sportivi. Con la crescita della società, Linda inizia ad assistere Vince nell'amministrazione, usando la sua conoscenza sui diritti di proprietà intellettuale per aiutare a proteggere i marchi aziendali. Nel 1982 Vince acquistò dal padre la Capitol Wrestling Corporation, che aveva fondato la World Wrestling Federation. In seguito ha ampliato il mercato trasmettendo programmi della WWF nella televisione nazionale. 
Nel 1983 i McMahon si trasferirono a Greenwich, nel Connecticut. La crescita esplosiva dell'azienda, e il modo in cui ha trasformato l'industria del wrestling, hanno indotto alcuni osservatori a etichettare lei e Vince come "geni del business". Uno dei maggiori interessi di Linda nella WWF e nella WWE era il merchandising di prodotti. Ha negoziato molti degli affari della società con venditori esterni. È stata la prima nel settore del wrestling e ha contribuito ad espandere la popolarità dell'azienda tra i bambini. Negli ultimi anni è stata la principale negoziatrice per l'accordo televisivo della World Wrestling Federation del 2000 con Viacom. 
Linda si è dimessa dalla posizione di amministratrice delegata della WWE nel settembre 2009 per lanciare una campagna autofinanziata in occasione delle elezioni parlamentari statunitensi del 2010, così da ottenere un posto in Senato. Dopo aver ottenuto la nomina nel Connecticut per il Partito Repubblicano, fu battuta alle elezioni da Richard Blumenthal del Partito Democratico, malgrado avesse speso oltre cinquanta milioni di dollari nella campagna elettorale. Fu anche la candidata repubblicana nelle elezioni del 2012 per il Senato nel Connecticut, in cui perse di fronte all'esponente democratico Chris Murphy.

### Direttrice dell'Agenzia per le piccole imprese
Ha sostenuto con 7 milioni di dollari la prima campagna elettorale di Donald Trump per diventare Presidente degli Stati Uniti e dal 14 febbraio 2017, dopo la ratifica della sua nomina da parte del Senato, ha fatto parte dell'amministrazione Trump come Direttrice dell'Agenzia per le piccole imprese.
Si è dimessa nell'aprile 2019 per assumere l'incarico di presidente dell'America First Action, un'associazione pro-Trump, con il compito principale di raccogliere fondi per le elezioni presidenziali del 2020.

### Segretaria dell'istruzione
Il 20 novembre 2024 è stato riferito dai media statunitensi che Donald Trump aveva indicato la MacMahon come futura segretaria dell'istruzione, nomina successivamente confermata dal Senato il 3 marzo 2025 con 51 sì e 45 no. McMahon ha prestato giuramento lo stesso giorno, entrando così ufficialmente in carica.

### Riferimenti
1. ↑  (EN) Bobbi Dempsey, Wrestling the Details, in New York Times, 11 ottobre 2008. URL consultato il 21 agosto 2009.
2. ↑  (EN) Charlotte Alter, Linda McMahon on building the WWE Step-by-Step, in Time Magazine, 1º ottobre 2014. URL consultato l'8 dicembre 2016.
3. ↑  (EN) Bruce Drake, What Is Linda McMahon's Religion?, in Politicsdaily.com. URL consultato il 9 giugno 2012 (archiviato dall'url originale il 9 novembre 2010).
4. 1 2  (EN) Eric Morath, Q and A with Linda McMahon: The woman behind WWE, in The Detroit News, 27 marzo 2007. URL consultato il 15 giugno 2009.
5. ↑  (EN) Elizabeth Maker, The Softer Side of Wrestling's Showman Extraordinaire, in The New York Times, 2 marzo 2008. URL consultato il 21 agosto 2009.
6. ↑  (EN) The Associated Press, Former wrestling exec, New Bern native Linda McMahon sworn in to lead SBA, su witn.com. URL consultato il 29 marzo 2019.
7. ↑  (EN) Mid-South Wrestling's Profile on Vince McMahon, su midsouthwrestling.com. URL consultato il 20 maggio 2007.
8. ↑  (EN) Linda McMahon, University Alumni Profile, in East Carolina University. URL consultato il 25 aprile 2010 (archiviato dall'url originale il 28 agosto 2013).
9. ↑  (EN) Wrestler Profiles – Vince McMahon, in Obsessed with Wrestling, 1º aprile 2007. URL consultato il 18 marzo 2010.
10. ↑  Food stamps, un programma federale statunitense di assistenza alimentare rivolto alle persone a basso reddito.
11. ↑  (EN) Linda McMahon Senate: WWE's McMahon could make history in U.S. Senate, in Articles.orlandosentinel.com, 10 agosto 2010. URL consultato il 9 giugno 2012 (archiviato dall'url originale il 3 settembre 2013).
12. ↑  (EN) Samantha Henig, News Desk: Dept. of Merchandising: Linda McMahon Needs to Bring It, in The New Yorker, 7 gennaio 2009. URL consultato il 14 agosto 2010.
13. ↑  Deborah McAdams "Queen of the Ring", Broadcasting and Cable, vol. 131 capitolo 2. pagina 20. Stampato l'8 gennaio 2001
14. ↑  (EN) Update 1-WWE says CEO resigns, names chairman as new CEO, in Reuters, 16 settembre 2009. URL consultato l'8 agosto 2016.
15. ↑  (EN) Chris Cillizza, The Fix: For rich candidates who invest in themselves, no reliable returns, in The Washington Post, 26 luglio 2010. URL consultato l'8 agosto 2016.
16. ↑  (EN) Daniela Altimari, WWE's McMahon Seeks GOP Nod For Dodd Seat, Promises Good Fight, in Hartford Courant, 16 settembre 2009. URL consultato l'8 agosto 2016.
17. ↑  (EN) Linda's 2010 Campaign, su linda2010.com, Linda2010.com, 24 gennaio 2010. URL consultato l'8 agosto 2016 (archiviato dall'url originale il 9 novembre 2020).
18. ↑  (EN) Brian Lockhartand e Neil Vigdor, Blumenthal scores a knockout, in Greenwich Time, 3 novembre 2010. URL consultato l'8 agosto 2016 (archiviato dall'url originale il 6 dicembre 2017).
19. ↑  (EN) Committee/Candidate Details, su fec.gov, Commissione elettorale federale. URL consultato l'8 agosto 2016.
20. ↑  (EN) Kristina Peterson, Democrat Chris Murphy Wins Connecticut Senate Seat, in The Wall Street journal, 6 novembre 2012.
21. ↑  (EN) Linda McMahon donated $7 million to help elect Trump - CBS News, su www.cbsnews.com, 9 dicembre 2016. URL consultato il 20 novembre 2024.
22. ↑  (EN) Jacob Pramuk, Trump picks wrestling magnate Linda McMahon to lead Small Business Administration, su CNBC, 7 dicembre 2016. URL consultato il 20 novembre 2024.
23. ↑  (EN) Danielle Haynes, Linda McMahon steps down from SBA to head super PAC, in United Press International, 29 marzo 2019. URL consultato il 13 aprile 2019.
24. ↑  (EN) Linda McMahon, Administrator Linda McMahon Farewell Video, in Twitter, 12 aprile 2019. URL consultato il 15 aprile 2019.
25. ↑  (EN) America First PAC, Some BIG NEWS from #AmericaFirst: Welcome to the team, @Linda_McMahon! We are honored to have you as our next Chairman, in Twitter, 15 aprile 2019. URL consultato il 15 aprile 2019.
26. ↑  (EN) Trump picks Linda McMahon and Mehmet Oz to serve in top roles, su BBC News, 20 novembre 2024. URL consultato il 4 marzo 2025.
27. ↑  (EN) Elissa Nadworny, Linda McMahon has been confirmed as Trump's secretary of education, in NPR, 3 marzo 2025. URL consultato il 4 marzo 2025.
28. ↑  (EN) Aubrie Spady, Linda McMahon sworn in to run agency Trump wants to abolish, su Fox News, 3 marzo 2025. URL consultato il 4 marzo 2025.